# ایلمیلی

نمایی از کوه ایلمیلی رامسر

ایلمیلی، نام کوهی است در غرب رامسر به ارتفاع تقریبی ۵۰۰ متر و فاصله آن با دریا از هر جای دیگر در شمال ایران کمتر است.
ایلمیلی، همچنین منظومه گیلکی- گالشی معروفی است از سید مرتضی روحانی در قالب و اوزان نیمایی که در سال ۱۳۴۷ سروده شده‌است.
تله کابین رامسر از فراز این کوه عبور می‌کند. در کوهپایه آن محله‌ای زیبا و بکر به اسم طالش محله فتوک قرار دارد.